# Pauls Stradiņš
Pauls Stradiņš (17. Januar 1896 in Viesīte – 14. August 1958) war ein lettischer Professor, Chirurg und Medizinhistoriker, der das Medizinhistorische Museum in Riga begründete.

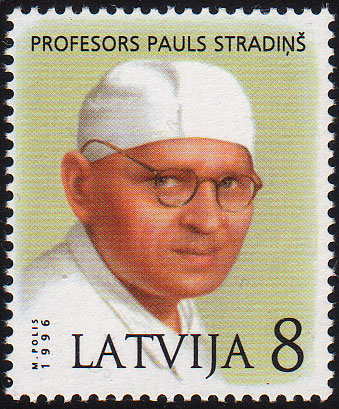
Lettische Briefmarke (1996)

## Frühes Leben
Pauls Stradiņš wurde 1896 in Viesīte, dem früheren Eķengrāve (dt. Eckengrafen) als Sohn eines Handwerkers und Wirtshausbesitzers geboren. Bis 1914 besuchte er das Alexandergymnasium in Riga, eine 1868 als Männergymnasium in russischer Unterrichtssprache gegründete Einrichtung.

## Studium und Promotion
Ab 1914 schrieb er sich an der Militärmedizinischen Akademie S. M. Kirow in St. Petersburg (damals Petrograd) ein. Dort war er unter anderem Schüler des Nobelpreisträgers Iwan Pawlow, dessen Experiment zum Nachweis der klassischen Konditionierung als Pawlowscher Hund bekannt wurde. Er schloss das Studium 1919 mit Auszeichnung ab. Anschließend arbeitete und promovierte er an der chirurgischen Klinik des Akademiekrankenhauses unter der Leitung von Sergej Fyodorov. Nach Lettland zurückgekehrt, arbeitete er ab 1924 an der chirurgischen Klinik der Medizinischen Fakultät der Universität Lettlands unter der Leitung von Jēkab Alkšņis. In den Jahren 1925/26 war er Stipendiat der Rockefeller Foundation in den USA und England und promovierte 1927 erneut.

## Berufstätigkeit
Ab 1928 wurde Pauls Stradiņš zum Leiter der Abteilung für Allgemeine Chirurgie der Universität Lettlands und ab 1933 zum Professor berufen. Diese Position hatte er bis zu seinem Tod 1958 inne.

## Ehrungen
Nach Pauls Stradiņš ist die Universitätsklinik in Riga (lettisch: Paula Stradiņa Klīniskā universitātes slimnīca) benannt, an der er einst gearbeitet hatte.